# پولیانتس
پولیانتس (به بلغاری: Polyanets) یک منطقهٔ مسکونی در بلغارستان است که در شهرستان ژبل واقع شده‌است.